# Kärcher
Alfred Kärcher SE & Co. KG eller Kärcher er en tysk producent af rengøringsapparater - og systemer med hovedkvarter i Winnenden, Baden-Württemberg.
Virksomheden blev etableret af Alfred Kärcher (1901-1959) i 1935 i Stuttgart-Bad Cannstatt. Alfred Kärcher udviklede elektriske vandvarmere og smelteovne og senere luftblæsere. I 1950 begyndte de at producere rengøringsteknik som højtryksrensere. Senere også hedvandsrensere.